# شرافت (شوشتر)
شرافت شهری از توابع بخش مرکزی شهرستان شوشتر در استان خوزستان است. شغل اهالی شهر شرافت کشاورزی و دامداری سنتی می‌باشد. جمعیت این شهر لر بختیاری هستند و به زبان لری گویش بختیاری تکلم می‌کنند.